# Diéta (étrend)
A diéta fogalma a köznapi szóhasználatban egyrészt az emésztőszervi megbetegedések során tartandó zsírszegény étrenddel vagy a cukorbetegség szénhidrát-megszorításos, másrészt a fogyókúrás célzattal követett energiaszegény (a szakzsargonban kalóriaszegény) stb. étrenddel kapcsolódott össze. A dietikusok tevékenységének célja a szervezet megváltozott állapotához igazodó táplálkozás.

## A diéta fajtái

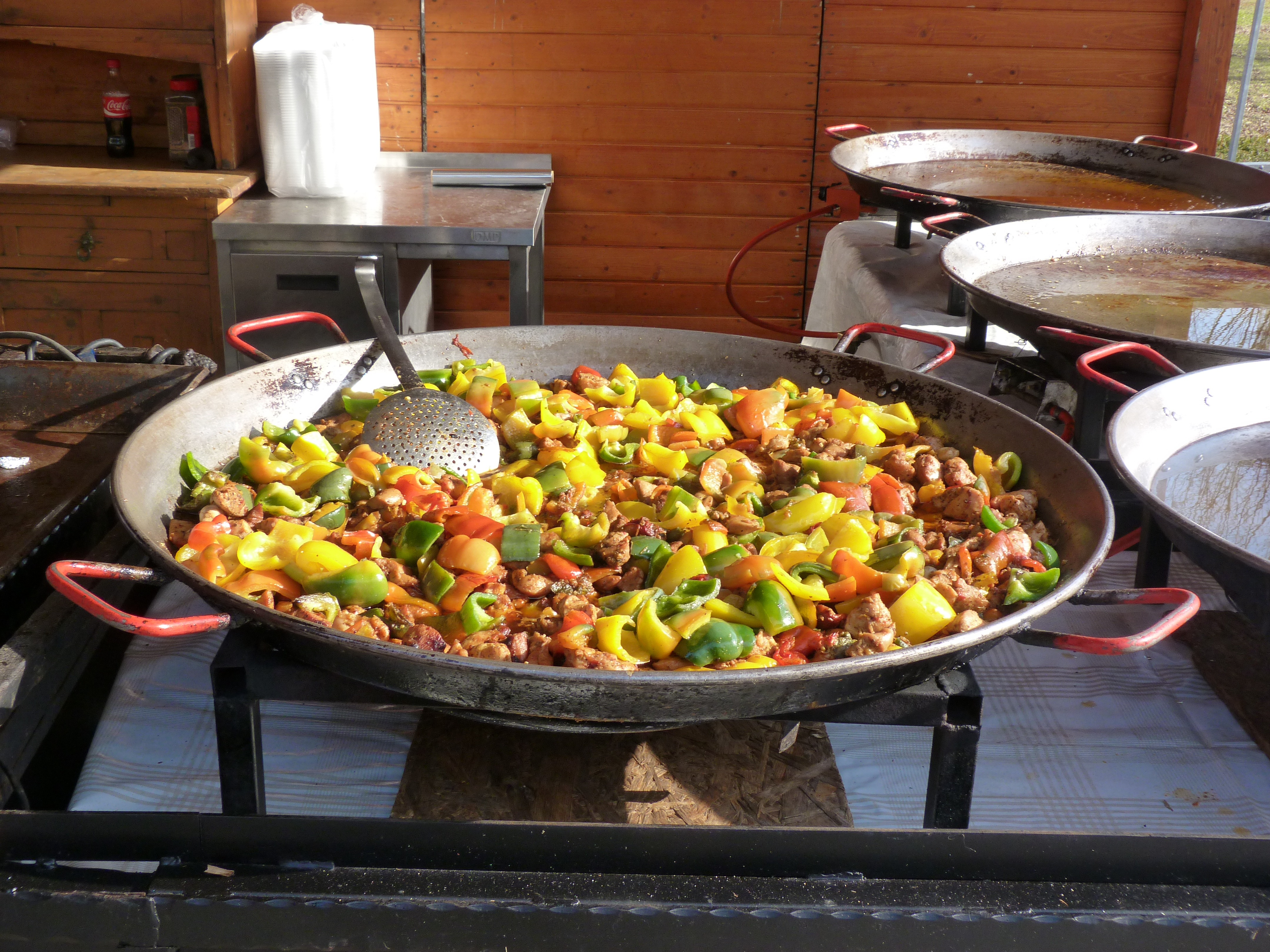
Paleoétel a Mangalica Fesztiválon – Budapest, 2013

A diétákat több szempont szerint is csoportosíthatjuk: 
- életkor szerinti diéták (pl. kisgyermekek, kamaszok, idős korúak diétája)
- élethelyzetek szerinti diéták (pl. várandósság, szoptatás, vizsgaidőszak, stresszes időszakok diétái)
- rövidtávú diéták (pl. hasmenés, székrekedés, lábadozás, műtét előtti/utáni állapotban)
- preventív (megelőző) diéták (pl. csontritkulás megelőzésére, immunrendszer erősítésére)
- betegségekhez kapcsolódó hosszú távú diéták (pl. daganatos betegségben, vese- és májbetegségekben)
- különleges tápanyagigények esetén (pl. cukorbetegségben, vashiányos állapotban, magas vérzsírszint (pl. koleszterin), csontritkulás esetén)

Az orvostudományban egyre jelentősebb szerepet kap a táplálásterápia, amely az egyes betegségek speciális terápiáját kíséri, annak hatékonyságát növeli. Célja, hogy egy vagy több tápanyag hiánya ne hátráltassa a beteg gyógyulását.
Egy másik csoportosítás:
1. Tápanyagtartalom szerinti változat
- Energiaszegény étrend
- Energiában gazdag étrend
- Fehérjeszegény étrend
- Fehérjegazdag étrend
- Szénhidrátgazdag étrend
- Szénhidrátszegény étrend
- Zsírszegény étrend
- Nátriumszegény (sószegény) étrend

2. Ételkészítés szerinti változat
- folyékony változat
- pépes
- rostszegény
- könnyű-vegyes
- normál
- rostokban gazdag

3. Mesterséges táplálás
- szondán keresztül
- intravénásan

4. Különleges diéták
- Vegán
- Vegetariánus
- Savanyító
- Lúgosító
- Tejmentes
- Laktózmentes
- Gluténmentes
- Purinszegény
- Koleszterinszegény
- Fenilketonuria (PKU) étrendje
- Reformétrendek (pl. nyers vegán)
- Különböző ásványi anyagokban szegény, illetve gazdag étrend

5. Diagnosztikus étrendek
- Kereső étrendek (allergiások vizsgálata során)
- Vizsgálatokat előkészítő étrendek

### Példák
- Probléma: éppen panaszokat okozó gyomorfekély Étrend: energia- és fehérjegazdag, fűszerszegény, rostszegény változat.
- Probléma: cukorbetegség, más diagnózis nélkül Étrend: szénhidrátszegény, normál változat.
- Probléma: cukorbetegség, gyomorfekéllyel Étrend: szénhidrátszegény, energia- és fehérjegazdag, fűszerszegény, rostszegény változat.
- Probléma: epekövesség Étrend: zsírszegény, rostszegény változat.
- Számos betegség diétája az idő előrehaladtával módosul, bővül. Szívinfarktus, hasnyálmirigy-gyulladás, műtétek után: kezdetben szigorúbb, aztán bővül.

## Dietetikus
A dietetikus a táplálkozástudományban jártas diplomás szakember, aki táplálással, táplálkozással kapcsolatos kérdésekkel foglalkozik.

## Súlycsökkentést támogató diéták
A nyugati civilizáció egyik legnagyobb problémája az elhízás, amely számos egészség(ügy)i kockázattal jár együtt, úgymint a szív- és érrendszeri betegségek, cukorbetegség, rák. A súlyproblémák kialakulásának leggyakoribb okai a helytelen táplálkozási és a mozgásszegény életmód. A súlycsökkentést támogató diéták a népesség jelentős érintettsége miatt keresett témák, és a fogyni vágyók számos lehetőség közül választhatnak. A különböző diéták hatásosságával, egészségügyi hasznával kapcsolatos szakmai vélemények erősen megoszlanak.
A legnépszerűbb és legismertebb súlycsökkentést támogató diéták:
- Inflációs diéta - az élelmiszerárak emelkedésének hozadéka, hogy a piacon csökken a vásárlóerő. Mérsékli vagy kizárja az olyan élelmiszer fogyasztását, amelyért fizetni kell.
- Paleo(lit)diéta – más néven az ősemberdiéta, mert annak a kornak az étrendjét idézi vissza, amikor még nem voltak civilizációs betegségek. Kizárja a glutént, tejterméket, finomított élelmiszereket, sót, burgonyát.
- Dukan-diéta – szénhidrátszegény, fehérjegazdag étrenden alapuló diéta.
- Lúgosító diéta – a savasító hatású élelmiszerek csökkentését célozza azzal, hogy a hús, gabonafélék, finomított élelmiszerek és tejtermékek fogyasztását mérsékli.
- Ketogén diéta – A diéta 75-80 százaléka zsírokból, 15-20 százaléka fehérjéből, és 5-10 százaléka szénhidrátból áll össze.
- Szakaszos böjtdiéta (Intermittent fasting diéta)
- 5:2 diéta – a szakaszos böjt egyik változata. Heti 5 nap hedonizmus, heti 2 nap böjt.
- Vércsoport diéta – az irányzat szerint a vércsoportunk alapvetően befolyásolja, hogyan kellene táplálkoznunk, így azt is, hogy mitől hízunk. Más és más táplálkozási előírásokat tesz az A, B és 0 vércsoportú embereknek, így míg az egyik diétázónak a fehér húst ajánlják, a másiknak pont a vörös húsok valók, és olyan is van, akinek a teljes kiőrlésű gabona a táplálkozás egyik építőköve.
- Almaecet-diéta – étkezés előtt érdemes almaecetes vizet kortyolgatni, ami csökkenti a vércukorszintet, illetve csökkenti az ételekben lévő keményítő felszívódását.
- Epediéta – segítségével az epe túltermelése által okozott panaszok enyhíthetők.
- Stockholm diéta – a diétázónak csak szezonális, fenntartható, jó minőségű ételeket szabad fogyasztania.
- Koleszterindiéta – egészséges alapanyagokon, ételeken alapuló étrend, csökkentett zsírbevitellel.
- Tojásdiéta – drasztikus diéta, amelynek lényege, hogy minden étkezésre csak tojás fogyasztható, zöldséggel és gyümölccsel.
- Fehérjediéta – ennél a diétánál a tápanyag beviteli arányokon kell módosítani, a megemelt fehérjebevitel mellett csökkenteni kell a szénhidrát- és zsírbevitelt.
- Turbó Diéta® fehérje alapú diéta – rendszeres étkezéseken és emelt fehérjebevitelen alapuló diéta, amelynek során egy-egy étkezést a speciális Turbó Diéta® étkezéshelyettesítő turmixszal helyettesítenek. Ez egy márkadiéta. (Turbó Diéta Nemzetközi Védjegy lajstromszám: 009390253, Magyar védjegy: 202 761 és 233 195, Turbó magyar védjegy: 225 161, 225 015, Idealbody Kft.)
- Reg-Enor® diéta – Ez szintén egy márkadiéta, vagyis egy konkrét gyártó étrend-kiegészítő italáról, illetve az ahhoz összeállított étrend és életmódajánlás betartásáról szól.
- Űrhajósdiéta® – pontrendszeren alapuló diéta, azaz meghatározza az egyes élelmiszerek pontértékét, és ez alapján kategorizálja, hogy mikor és mennyi fogyasztható belőlük. Schobert Norbert nevéhez kötődő márkadiéta.